# Holoparamecus aelleni
Holoparamecus aelleni là một loài bọ cánh cứng trong họ Endomychidae. Loài này được Rucker miêu tả khoa học năm 1988.